# St. Pantaleon (Unkel)

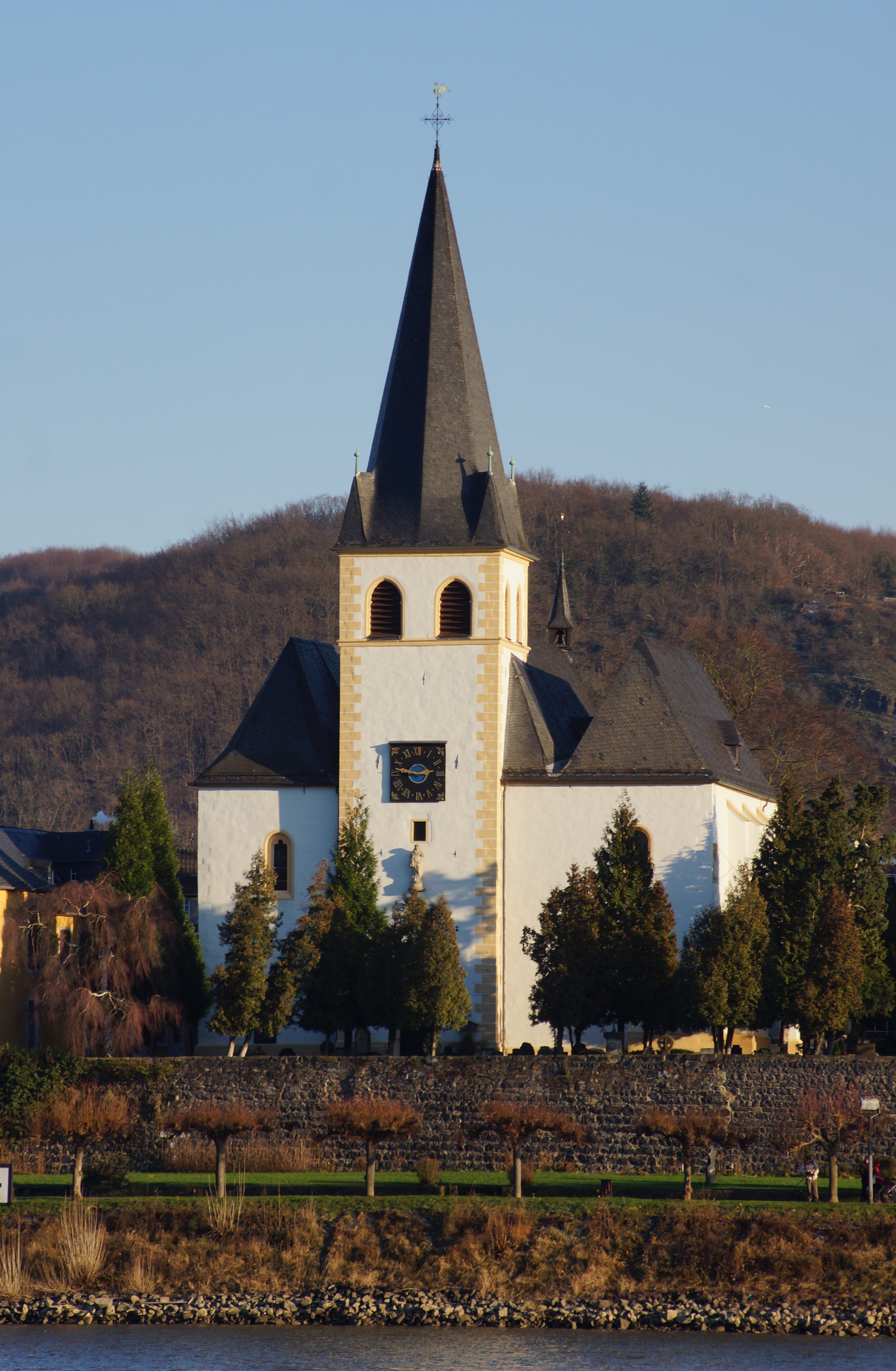
St. Pantaleon von Westen (Rhein)

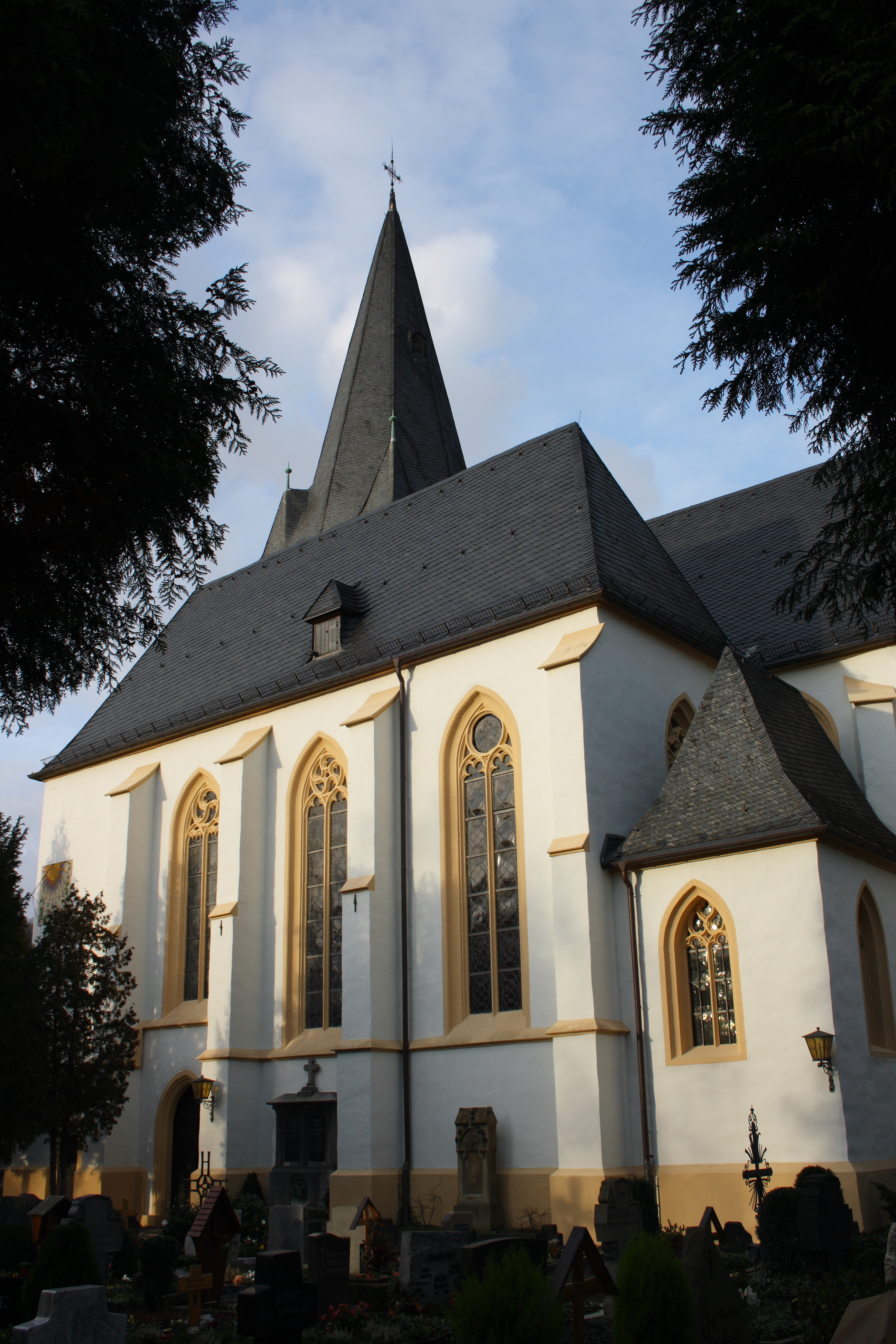
Südseite von St. Pantaleon

St. Pantaleon ist eine dreischiffige spätgotische Hallenkirche in Unkel im Bereich der Innenstadt, deren älteste Teile in die romanische Zeit zurückreichen. Die römisch-katholische Kirche trägt das Patrozinium des heiligen Pantaleon und ist die Pfarrkirche der Pfarrei Unkel.

## Geschichte
Ein erstes Gotteshaus existierte vermutlich schon in der Pfalzgrafenzeit. Um 1200 wurde dann eine einschiffige, romanische Kirche mit einem flachen Dach erbaut. Das Mittelschiff war viel höher als die Ende des 13. Jahrhunderts angebauten, schmalen Seitenschiffe, deren Außenmauern etwa in der Mitte der heutigen lagen und ca. 1 m stark waren. Der Fußboden lag damals ca. 30 cm tiefer als der heutige und war mit quadratischen Tonplatten ausgelegt. Die Wände zwischen dem Mittelschiff und den Seitenschiffen waren aufgebrochen und wurden von Basaltsäulen getragen. Das östliche Säulenpaar ist davon erhalten, der Turm stammt, wenn auch mit einer anderen Haube, ebenfalls noch aus dieser Zeit und ragt in das westliche Joch des Mittelschiffs hinein.
Im 14. Jahrhundert wurde der romanische Chor durch einen dreiseitigen, frühgotisch überwölbten ersetzt. Hierbei wurde das Mittelschiff auch erstmals eingewölbt. Durch die angebauten Seitenschiffe entstand eine gotische Basilika.
1502 erhielt die Kirche ihr heutiges Aussehen als dreischiffige, spätgotische Hallenkirche, als die Seitenschiffe verbreitert und erhöht wurden. Hierbei wurde ein Glockengeschoss auf den Turm aufgesetzt, der Chor um ein Joch verlängert und die Kirche, bis auf das nördliche Seitenschiff, eingewölbt. Die Empore, die bis zum westlichen Säulenpaar reichte, wurde hierbei verkleinert. Ebenfalls im 16. Jahrhundert wurde die südliche Sakristei, 1903 die nördliche angebaut.
Bei einer Restaurierung von 1972–1975, wurde der Treppenaufgang, als bisher letzte bauliche Veränderung, umgestaltet.

## Ausstattung

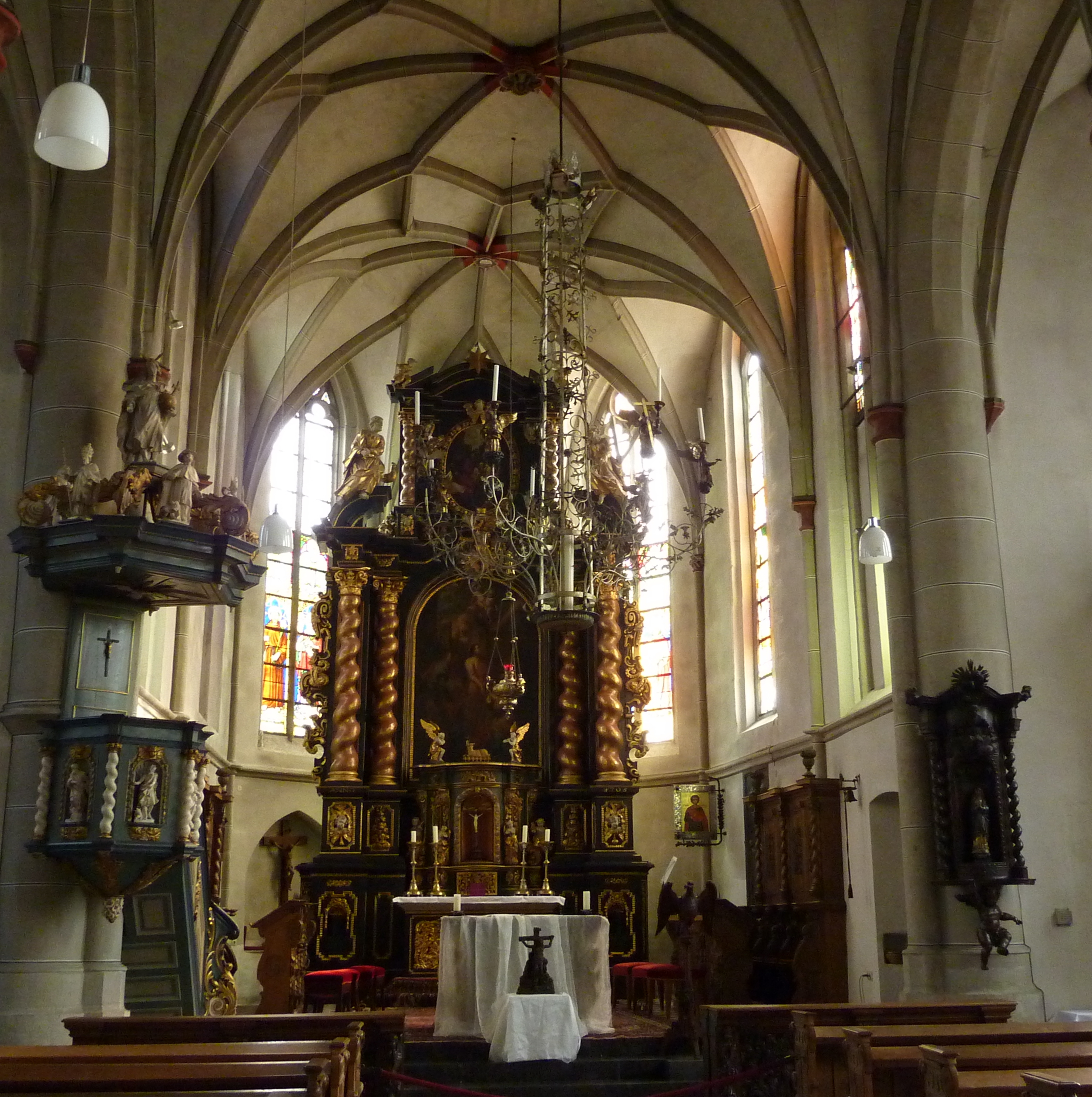
Innenraum mit Blick auf den Hochaltar

Die Kirche beherbergt viele Kunstschätze aus mehreren Jahrhunderten.

### Altäre

#### Hochaltar
Von 1705 stammt der barocke Hochaltar. Gestiftet vom Kölner Hofratspräsidenten Andreas Eschenbrender, zeigt er zwischen zwei gewundenen Säulenpaaren eine Wiederholung des Gemäldes des italienischen Künstlers Mattia Preti, der bei der Aufstellung des Altars schon verstorben war. Es zeigt eine Wunderheilung des Kirchenpatrons Pantaleon, der ein Kind wieder zum Leben erweckt, dass zuvor von einer Giftschlange gebissen worden war. Über dem Rahmen des nach oben hin gewölbten Bildes findet man das Familienwappen mit den drei Kleeblättern des Stifters. Oberhalb des linken Säulenpaars befindet sich auf einer Hälfte eines gesprengten Segmentgiebels sitzend, eine Figur des heiligen Apostels Petrus, auf der entsprechenden rechten Seite des heiligen Apostels Andreas. Im Auszug des Hochaltares, der etwa die Breite des erwähnten Gemäldes einnimmt, befindet sich ein kleineres ovales Bild, das die Anbetung der Weisen, die Epiphanie, zeigt. Dieses Bild wird nur von je einer Säule pro Seite flankiert. Bekrönt wird der Altar von einem Halbbogen, über dem ein achteckiger Stern befestigt ist. Der Tabernakel wurde in der Rokokozeit dem eigentlichen Hochaltar vorgesetzt, oberhalb der Mensa, platziert. In seinem prächtigen Aufbau findet man eine Besonderheit: Hier befindet sich ein von Engeln, Früchten und Blattwerk eingerahmtes Kreuz. Dieser Teil ist drehbar. So erscheint bei Festtagen ein goldenes Kreuz, flankiert von prächtigem Blattwerk usw., und an den anderen Tagen ein eher schlicht gehaltenes Kreuz, eingerahmt von eher einfachen Putten, Blattwerk usw. Die Nische dieses Kreuzes ist in sich noch einmal drehbar, sodass man je nach Anlass zwischen zwei Farben wählen kann. Auf dem Tabernakel wiederum stehen drei Figuren zweier Engel, die das apokalyptische Lamm, auf dem Buch mit den sieben Siegeln liegend, flankieren.

#### Marienaltar
Der rechte Seitenaltar stammt ursprünglich von 1690. Er war zunächst dem heiligen Nikolaus geweiht, wurde jedoch bereits um 1700 zu einem Marienaltar. 1880 nahm eine Nachbildung der Lourdes-Madonna den Platz der bisherigen Madonna ein, die dann in der Kapelle in Unkel-Scheuren aufgestellt wurde. Bereits 1930 trat allerdings eine neu geschaffene Madonna eines Düsseldorfer Künstlers an deren Stelle. Passend dazu fanden auch zwei neue Assistenzfiguren ihre Aufstellung, und die vorherigen fanden einen neuen Platz auf den Beichtstühlen. Die Lourdes-Madonna wurde in einer Grotte im Garten des Christinen stiftes aufgestellt, wo sie bis heute steht. 1990 wurde der Altar schließlich wieder in seine ursprüngliche Fassung gebracht: Die Madonna und die Assistenzfiguren von 1930 wurden in die Scheurener Kapelle gebracht, und die alte Madonna kam wieder zurück in die Kirche. Auch kamen die beiden Assistenzfiguren des heiligen Laurentius und der heiligen Maria Magdalena zurück an den Altar. Bekrönt wird der Altar von einer Figur des heiligen Josef mit dem Kind.

#### Herresdorf-, Kreuz- oder Annenaltar
Der linke Seitenaltar aus der Renaissance stammt von 1630 und wurde von den Brüdern Adam und Bertram der Patrizierfamilie Herresdorf als Votivaltar gestiftet. Er ist ein Reliefaltar aus feinkörnigem Import-Kalkstein. Im Hauptteil ist ein Relief mit dem Motiv des Tempelgangs Mariens abgebildet. Darunter befinden sich in einem waagerechten Streifen kniend und betend dargestellt, Familienmitglieder der Familie Herresdorf. Flankiert wird das Relief von zwei korinthischen Säulen. An den Außenseiten befindet sich links als Assistenzfigur die Darstellung der Schule Mariens, rechts der heilige Pantaleon. Unterhalb der Figurensockel befinden sich ebenfalls noch Familienmitglieder, insgesamt, mit dem erwähnten waagerechten Streifen, ist an diesem Altar die ganze Familie mit ihren 18 Kindern abgebildet. Im Auszug des Altares trägt ein weiteres Relief das Motiv der Anbetung der Hirten. Links und rechts davon sind jeweils Figuren der heiligen Maria und des heiligen Johannes aufgestellt, die nach oben schauen, denn der Altar wird bekrönt von einem hölzernen Kruzifix, links daneben Maria kniend, aus Holz. Diese Figurengruppe, datiert von 1577, stammt vermutlich von einem Kreuzaltar, der vorher an dieser Stelle stand. Insgesamt weist der Altar viele Gestaltungsmerkmale der Epoche der Renaissance auf.

#### Pantaleonsaltar
Aus der ersten Hälfte des 15. Jahrhunderts stammt dieser ehemalige Hochaltar. Das Retabel und die Seitenflügel sind verloren gegangen. Übrig sind die Figuren des Mittelteils. Sie zeigen 10 Szenen aus dem Leben des heiligen Pantaleons und stehen unter kunstvoll geschnitzten Baldachinen und drei Heiligenfiguren: Die Muttergottes mit Kind, die heilige Maria Magdalena und eine dritte Heilige. Heute haben diese Figuren in einem neuen Retabel an der Nordwand der Vierzehn-Nothelfer-Kapelle ihre Aufstellung gefunden.

### Sonstige Einrichtungsgegenstände

#### Südliches Seitenschiff
Das Gemälde „Ecce homo“ datiert um 1618 und wurde es vom Linzer Schultheißen Gottfried Salzfaß und seiner Frau gestiftet, die als Stifter auch auf dem Gemälde verewigt sind.
Die beiden Beichtstühle stammen aus der Barockzeit und werden durch die Figuren der Pestheiligen Sebastian und Rochus bekrönt.
Die wertvolle Stickerei des Antependiums von 1601 zeigt die Wurzel Jesse, also den Stammbaum Jesu, und wurde früher an hohen Festtagen vor die Mensa des Hochaltares gehängt. Sie wird heute liegend aufbewahrt.
Die Heiligenfigur „St. Pantaleon“  ist an einer Säule im Seitenschiff befestigt. Diese spätgotische Plastik zeigt den heiligen Pantaleons als Arzt. An einer anderen Säule wiederum ist die dunkle Holzplastik des Schmerzensmanns aus dem 14. Jahrhundert befestigt. Vor Ostern steht sie, mit einem roten Mantel bekleidet, auf dem Altartisch des Herresdorfsaltars. Die Nachbildung einer spätgotischen Kölner Pietà ist in einem modernen, geschmiedeten Gehäuse unter der Empore aufgestellt.

#### Hauptschiff
Das lebensgroße Kruzifix von 1540 hängt an der Westwand des Hauptschiffes. Ursprünglich hing es an der Choraußenwand. Ebenfalls an der Westwand ist ein schmiedeeiserner Wandleuchter angebracht, der aus der Werkstatt des Tillmann von Unkel stammt. Verziert ist er mit Weinmotiven. Vor dem Übergang zum Chor hängt ein etwa 3 Meter hoher, siebenarmiger Leuchter von 1527, der kunstvoll geschmiedet, geschnitzte Engel aufweist, die einerseits Leidenswerkzeuge Jesu, andererseits Kerzenständer tragen. Sie weisen noch ursprüngliche Farbfassung auf. Drei Engel am oberen Ende des Leuchters tragen eine Krone, am unteren Ende ist auf die Leuchterschale die Inschrift „O mater Dei nostri miserere anno 1572“ (O Mutter unseres Herrn, erbarme dich) aufgemalt.
Die barocke Kanzel von 1714 zeigt am Kanzelkorb in Muschelnischen die vier Evangelisten mit ihren Attributen. Auf dem Schalldeckel sind die vier großen Kirchenväter, Augustinus, Ambrosius, Hieronymus und Gregorius als Figuren dargestellt. Auf einer durch Voluten gestützten Erhebung steht eine Figur Jesus als Weltenrichter. Mit ihren ebenfalls gewundenen Säulen und Verzierungen ist sie dem Hochaltar angepasst.
Die Kommunionbank stammt ebenfalls von 1714. Sie ist aus Holz geschnitzt und in sechs Felder unterteilt, von denen jeweils zwei links außen und rechts außen fest verankert sind, und die beiden in der Mitte geöffnet werden können. Sie dienen als Durchgang zum Altarraum. Von links nach rechts finden sich folgende Motive: Christi Leib und Blut; der Prophet Elija erhält von einem Engel himmlische Speise; „Wie ein Hirsch nach Wasserquellen, so dürstet meine Seele nach dem Herrn“; das Wasser bricht aus der Wand des Tempels; das Osterlamm; der Pelikan. Links und rechts an der Chorwand befindet sich hölzerne Chorbänke von 1714 mit je vier Sitzen. Auch sie sind dem Hochaltar angepasst. Sie sind reich verziert. Kommunionsbank und Chorgestühl sind Stiftungen von Gottfried Eschenbrender, worauf dessen Wappen weist.
Vor dem Hochaltar hängt eine reich verzierte silberne Ewig-Licht-Ampel, die 1696 in Augsburg entstanden ist und heute das ewige Licht trägt.

#### Nördliches Seitenschiff

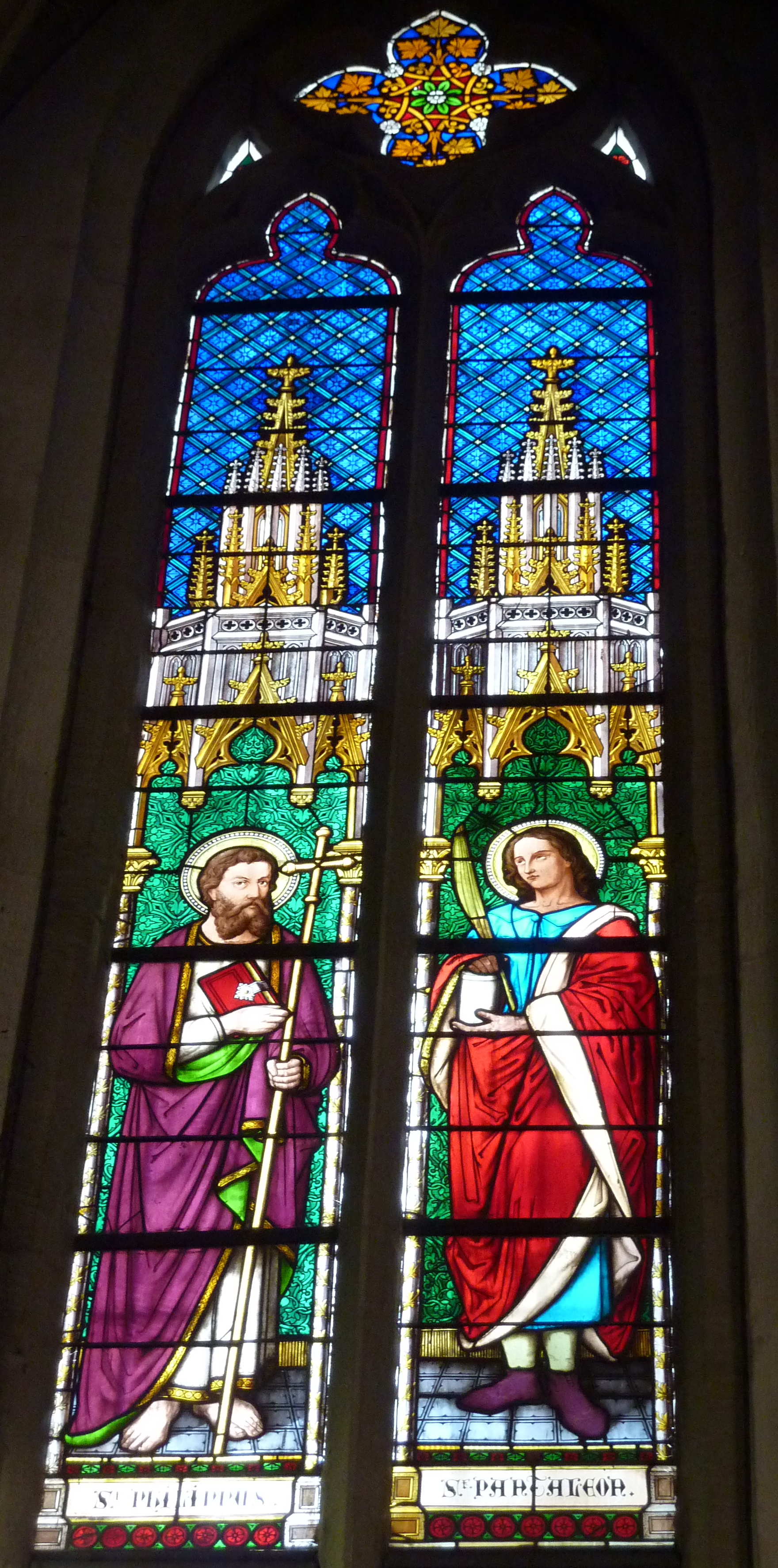
Bleiglasfenster mit dem hl. Philippus und dem hl. Pantaleon (rechts) an der nördlichen Chorseite

An der Nordwand der Kirche hängt ein großes Ölgemälde von 1714, das die vierzehn Nothelfer zeigt. Das Gemälde mit der Beweinung Christi aus dem 17. Jahrhundert wird in das Umfeld Rubens eingeordnet. Parallel zu der Pantaleonsfigur im südlichen Seitenschiff ist hier eine spätgotische Plastik der Schule Mariens an einer Säule zu finden.

#### 14-Nothelfer-Kapelle
Die 14-Nothelfer-Kapelle ist im westlichen Joch des nördlichen Seitenschiffs untergebracht, gleichzeitig Taufkapelle und durch ein Gitter von der Kirche abgetrennt.
Der Taufstein ist das älteste Kunstwerk Unkels. Er ist spätromanisch und aus Basalt gefertigt. Sechs Säulen umgeben das mächtige Becken und sind oben durch ein fortlaufendes Fries verbunden. Der bronzene Deckel ist modern. Ein besonderes Kunstwerk der Kirche ist der hölzerne Reliquienschrein aus der Zeit um 1460. Er wird einem Kölner Künstler unter dem Einfluss Stephan Lochners zugeschrieben. Die farbige Fassung des Schreines, der zeitweise die Gebeine des heiligen Pantaleon bewahrte, wurde erst durch Zufall 1957 wiederentdeckt: Auf den Längsseiten sind Szenen aus dem Leben Pantaleons dargestellt, auf den Dachflächen die Weihnachtsgeschichte und auf einer Schmalseite die Ärzte Pantaleon, Cosmas und Damian. Heute steht der Altar, vor Staub geschützt, unter einem Glassarg.
Die 14 Nothelfer, Pantaleon ist einer von ihnen, zieren ein Relief von 1714 an der Westwand der Kapelle. Seit 1976 ist die Kapelle durch ein geschmiedetes Gitter mit 14 Kerzenleuchtern vom Kirchenraum abgetrennt. 13 der fast lebensgroßen Figuren der 14 Nothelfer von 1728/1729 sind an den Kapellenwänden befestigt, nur die Figur des heiligen Christophorus hängt wegen Platzmangels vor der Kapelle. Diese Figuren wurden alle von Unkeler Bürgern gestiftet. Während des Zweiten Weltkrieges waren sie unter dem Turm eingemauert worden.

### Orgel
Eine Stiftung im Jahr 1690 führte drei Jahre später zur Aufstellung einer Orgel. Um 1785 soll ein neues Instrument angeschafft worden sein, auf dem der junge Beethoven gespielt haben soll. In den 1860er Jahren war die Orgel abgängig und wurde 1867 durch den Orgelbauer Ludwig Hünd ersetzt. 1877 folgte eine Reparatur und 1892 eine Umsetzung auf die Südwestempore durch Johann Stockhausen. Die Orgel wurde im Laufe der Zeit mehrfach umgebaut, zuletzt 1986 durch Weimbs Orgelbau, unter Wiederverwendung des neugotischen Gehäuses von Hünd und von Material der Vorgängerorgel. Das Schleifladen-Instrument verfügt über 20 Register auf zwei Manualwerken und Pedal. Die Spiel- und Registertrakturen sind mechanisch. Die Disposition lautet wie folgt:
| I Hauptwerk C–g3 |                        |         |     |
| 1.               | Principal              | 8′      | (W) |
| 2.               | Bordun                 | 8′      | (H) |
| 3.               | Octave                 | 4′      | (H) |
| 4.               | Gedeckt                | 4′      | (H) |
| 5.               | Flageolett             | 2′      | (W) |
| 6.               | Quinte (vorab Nr. 7) 0 | 1 ⁄3′ 0 |     |
| 7.               | Mixtur IV              | 1 ⁄3′   | (W) |
| 8.               | Trompete               | 8′      | (H) |

| II Hinterwerk C–f3 |                         |         |      |
| 09.                | Hohlpfeife              | 8′      | (H)  |
| 10.                | Salicional              | 8′      | 1937 |
| 11.                | Vox coelestis           | 8′      | 1937 |
| 12.                | Flauto dolce            | 4′      | (H)  |
| 13.                | Prinzipal               | 2′      | (H)  |
| 14.                | Quinte (vorab Nr. 15) 0 | 2 ⁄3′ 0 |      |
| 15.                | Sesquialter II          | 2 ⁄3′   | (W)  |
| 16.                | Scharff III             | 1′      | (W)  |

| Pedal C–f1 |                |      |     |
| 17.        | Subbaß         | 16′  | (H) |
| 18.        | Principalbaß 0 | 8′   | (H) |
| 19.        | Gedecktbaß     | 8′ 0 |     |
| 20.        | Tenoroktave    | 4′   |     |
| 21.        | Choralbaß      | 2′   | (W) |
| 22.        | Posaune        | 16′  |     |

- Koppeln: II/I, I/P, II/P
- Tremulant, wirkt auf das gesamte Werk.
- Anmerkungen:

(W) = Register von 1986 (Weimbs)
(H) = Register aus der Erbauungszeit (1864 bzw. 1867)

### Glocken
Die Unkeler Kirche besitzt 6 Glocken. Dazu zählen die vier großen Glocken im Westturm, das ehemalige Stundenglöcken (welches seit geraumer Zeit wieder solistisch in Diensten ist), sowie die kleine Glocke im Dachreiter am Chorabschluss (Messglöckchen).

#### Geschichte
Die kleinste Glocke, das Messglöckchen, stammt von 1479. Anlässlich einer Turmsanierung wurde es 1961 erstmals erfasst. Bis 1992 konnte es nur von Hand geläutet werden. Von 1550 stammt die Pantaleonsglocke, von 1556 die Magdalenenglocke, die Derich von Köln goss, der auch im benachbarten Rheinbreitbach tätig war. Ebenfalls gibt es ein Stundenglöckchen, über das nicht viel bekannt ist. Es wurde vor einigen Jahren wegen seines schlechten Zustandes abmontiert, neuerlich wieder im Turm in Dienst gestellt. Die gotische Minuskelinschrift lässt auf ein höheres Alter (um 1420) schließen. 1786 erweiterte man das Geläut um die Walburgisglocke, 1836 um die Jesus-Maria-Josephglocke. Diese beiden Glocken mussten im Ersten Weltkrieg zur Kriegsmetall A.G. abgegeben werden und kamen nie wieder zurück. So beschloss die Gemeinde 1925 die Anschaffung 3 neuer Glocken: Die Gefallenengedenkglocke, sowie die Jesus-Maria-Josephglocke bezahlte der damalige Pfarrer Vaassen, die kleinere Erzengel-Michaelsglocke die Pfarrgemeinde. Doch keine 20 Jahre später mussten auch diese Glocken abgeliefert werden. 1952 entschloss man sich dazu, zwei neue Glocken anzuschaffen: Die Muttergottesglocke und die Josephglocke. Diese waren jedoch aus Kostengründen aus Stahl und waren zu schwer für den hölzernen, mittelalterlichen Glockenstuhl und die Glockenhalterungen. 1991 entschied man sich daher die beiden Glocken durch die Martinusglocke und die Marienglocke zu ersetzen. So hat die Unkeler Pfarrkirche neben dem Messglöckchen heute 5 Glocken. Darunter zwei aus dem 16. und zwei aus dem 20. Jahrhundert.

#### Aktuelles Geläut
| Nr. | Name                                 | Indienst- stellung | Gießer, Gussort               | Höhe (cm) | Masse (kg) | Nominal | Inschrift und Verzierungen |
| --- | ------------------------------------ | ------------------ | ----------------------------- | --------- | ---------- | ------- | --- |
| 1   | Pantaleonsglocke                     | 1550               | Derich von Ouerraide, Köln    | 125       | 1760       | d1      | SANCTUS PANTALEON HEISCHEN ICH ZUM DEINST GOTZ ROUFFEN ICH DE DOEDEN BESCHREIEN ICH O SUNDER BEKEHR DICH SO GIFT DIR GOD SIN EWIG RICH. DERICH VON COELLEN GIUS MICH ANNO MDL(1550) Die Glocke ist verziert mit Ornamenten, außerdem zeigen vier Abbildungen die Geißelung, die Dornenkrönung, die Kreuztragung, sowie die Kreuzigung Christi. |
| 2   | Marienglocke                         | 1991               | Hans August Mark, Brockscheid | 125       | 1186       | e1      | TE CANO VOCE PIA TIBI CLANGO VIRGO MARIA(Dich besinge ich mit frommer Stimme, für dich klinge ich Jungfrau Maria), PLE DEDERUNTWILLI BRAUNS EXPAROCHUS UNCKELLENSIS ET ELISABETH HELDEKRUEGER(Fromm schenkten mich Willi Brauns, der ehemalige Pfarrer von Unkel und Elisabeth Heidekrüger)                                                    |
| 3   | Martinusglocke                       | 1991               | Hans August Mark, Brockscheid | 108       | 804        | fis1    | IN SANCTI MARTINI HONOREM NON RECUSO LABOREM(Zu Ehren des heiligen Martin verweigere ich die Arbeit nicht), MARTINUS BURGWINKEL CIVIS UNKELENSIS DEVOTE CLANGERE CURAVIT(Martin Burgwinkel, Unkeler Bürger, ließ mich ehrfürchtig erklingen)                                                                                                   |
| 4   | Magdalenenglocke (Et Füsschen)       | 1556               | Derich von Ouerraide, Köln    | 74        | 370        | a1      | SANCTA MARIA MAGDALENA HEISCHEN ICH TZOM DEINST GOTZ ROUFFEN ICH DEDERICH VON COELLEN GIUS ANNO 1556 Sie ist wie die Pantaleonsglocke dekoriert, allerdings mit Darstellungen der Auferstehung Jesu Christi, sowie der Anbetung der drei Könige.                                                                                               |
| 5   | Stundenglöckchen/ Armsünderglöckchen | 15. Jh.            |                               |           | 120        | gis2    | ave maria gratia plena dominus tecum benedictatus [sic] |
| 6   | Messglöckchen St. Maria und Johann   | 1479               | unbekannt                     | 43        | 57         | ~ c3    | MCCCCLXXVIIII (1479), MARIA UND SENT JOHANN |

#### Ehemalige Glocken
| Nr. | Name                     | Indienst- stellung      | Außerdienst- stellung | Gießer, Gussort                         | Höhe (cm) | Masse (kg) | Nominal | Inschrift und Verzierungen |
| --- | ------------------------ | ----------------------- | --------------------- | --------------------------------------- | --------- | ---------- | ------- | --- |
|     | Jesus-Maria-Josephglocke | 1786 (in Unkel ab 1836) | 1918                  | Georg Claren, Sieglar                   | 118       | 1600       | cis1    | GEGOSSEN; VON GEORG CLAREN IN SIEGLAR, FUSA 1786, ET IAM 1823, TRISTEM PI VII PONTIF. MAX. OBITUM DEPLORANS, RUPTA, TANDEM 1836 SUMPTIBUS CIV. UNKEL DONISQUE BENEFACTORUM RESTAURATA DENVO D.O.M. LAUDO, VIVOS VOCO, MORTUSQUE PLANGO |
|     | Walburgisglocke          | 1786                    | 1918                  |                                         | 90        | 930        | fis1    | FRANC.CASP. DE HERRESTORFF L.J.CIVIT COL.CONS.JONS. ET IUSSU NOBILI MATRINAE ELISABETHAE AB HERRESTORFF NATAE DE PUTZ WALBURGIS APPELLOR ME BENEDIXIT GER. JOS. DE HERRESTORFF METROP. ECCLES, COL. CANON CAP. DECAN S. SEVERINI COL. BENEFACTORES SUB MAXIMIL.FRANC.ARCHID AUSTR. ARCHIEP. ET EL. COLON. PROCURANTE SENATU CIV. UNKEL CAMPANA HAEC FUSA PER RINCKER MDCCLXXXVI(1786) |
|     | Gefallenengedenkglocke   | 1925                    | 1945                  |                                         |           | 1385       | e1      | Die Namen der Gefallenen im 1.WK. BELLA NECES RETICENT, PACIS REGINA BENIGNA EXORLARE VIRIS DE PATRIA MERITI. (Still schweigen Krieg und Kampf. Schau gütige Königin des Friedens herab auf die Männer, die sich um die Heimat verdient gemacht.) |
|     | Jesus-Maria-Josephglocke | 1925                    | 1945                  |                                         |           | 875        | fis1    | HEILIGER JOSEPH AUF DICH BIN GETAUFT ICH IN UNKEL AM RHEIN. HÖRE DER FROMMEN GEBET, WENN SIE MEIN RUF HAT VEREINT. |
|     | Erzengel-Michaelsglocke  | 1925                    | 1945                  |                                         |           | 571        | a1      | LUCIFERUM TENEBRAS MICHAEL DEMISIT IN IMAS: AD SUPEROS NOBIS LUCIDA SIGNA FERAT(Tief in den finsteren Abgrund stürzte St. Michael den Bösen. Möge zum Licht er uns führen auf himmlischer Bahn) |
|     | Muttergottesglocke       | 1952                    | 1991                  | Bochumer Verein für Gußstahlfabrikation |           | 1015       | e1      | MUTTER DES FRIEDENS MARIA KÖNIGIN SEGNE DIE HEIMAT:SEI UNSEREN HELDEN EIN HORT DROBEN IM EWIGEN LAND 1952 Die Vorderseite zierte eine Maria im Sternenkranz. |
|     | Josephsglocke            | 1952                    | 1991                  | Bochumer Verein für Gußstahlfabrikation |           | 585        | g1      | HEILIGER JOSEPH AUF DICH BIN GETAUFT ICH IN UNKEL AM RHEIN: HÖRE DER FROMMEN GEBET WENN SIE MEIN RUF HAT VEREINT 1952 |

## Die 14 Nothelfer
Die 14 Nothelfer haben seit jeher eine große Bedeutung für die Unkeler Kirche. Der heilige Pantaleon ist einer von ihnen.
1698 gründete der damalige Pfarrer Gottfried Eschenbrender eine 14-Nothelfer-Bruderschaft, die als Gebetsgemeinschaft 1985 wieder aufgenommen wurde. Außerdem wollte Eschenbrender ein kleines Kloster einrichten, es kam allerdings nie dazu. 1728/1729 wurden dann die großen Figuren der Nothelfer gestiftet. Überall sind die Vierzehn Nothelfer in der Kirche zu finden, sei es in Form von Skulpturen, Gemälden oder Fahnen. Insgesamt gibt es 14 neuere Fahnen, die in festlichen Prozessionen getragen werden. Heute finden an den Gedenktagen der Heiligen 14-Nothelfer-Andachten statt, bei denen dann die jeweilige Fahne am Kanzelkorb hängt.
Ein Bruderschaftsbuch der Nothelfer-Bruderschaft wurde von Pfarrer Gottfried Eschenbrender 1681 angelegt. Das in rotem Samt gebundene Buch mit Goldschnitt wird im Pfarrarchiv aufbewahrt und enthält die Bestätigung der Bruderschaft durch Generalvikar Johann Werner von Veyder von 1699, das Bruderschaftsgebet, die Litanei von den 14 Nothelfern, das Bittschreiben an den Kaiser, sich eintragen zu lassen, illuminierte Seiten mit Unterschriften der Kaiserlichen Familie von 1707–1713 sowie des Kurfürsten und Erzbischofs von Köln, Joseph Clemens, von 1718 (Foto s. u.: Commons), Mitgliederlisten von 1700–1914, weitere Einträge, darunter Kardinal Joseph Höffner, den kalligraphisch gestalteten Eintrag der Erneuerung der Nothelfer-Bruderschaft als Gebetsgemeinschaft 1985 und Einträge der Mitglieder von 1985 bis in die jüngste Zeit.

## Theologische Deutung
Hermann Joh. Weber zu St. Pantaelon: „Der Zielpunkt ist (...) nicht ein ästhetisches Empfinden, wiewohl das mitschwingen mag, sondern der Glaube, der Glaubensvollzug in der Hinwendung zu Gott im Gebet und im Leben und Leiden aus christlichem Geist. Dazu sind die Kunstwerke geschaffen, und dorthin wollen sie uns führen.“

## Pfarrgemeinde
Die Pfarrgemeinde St. Pantaleon Unkel bildet mit St. Severinus (Erpel), St. Maria Magdalena (Rheinbreitbach) und St. Johannes Baptist (Bruchhausen) den Katholischen Seelsorgebereich Verbandsgemeinde Unkel im 2018 errichteten Sendungsraum Bad Honnef/Unkel („Katholisch am Siebengebirge“) im Erzbistum Köln.

### Pfarrer an St. Pantaleon
In einer Urkunde aus dem Jahre 1202 wird erstmals erwähnt, dass die Unkeler Kirche von einem Geistlichen betreut wird: Dem Vikar Heinrich Hecht. Aus dieser Zeit sind die Aufzeichnungen sehr lückenhaft. So geht es weiter mit Fimianus Nodeck, von dem nur die Jahreszahl 1522 überliefert ist. Weiter geht es mit Jodocus Morlian (1574), gefolgt von Johann Breidtbach (1581) und Theodor Furdt von Sohr (1589). Es folgen Nikolaus Krey, Sebastian Feiden und Peter Königsfeld ohne Jahresangaben. Ab 1596 sind Aufzeichnungen über die Amtsdauer vorhanden:
- 1596–1600: Friedrich Mürll
- 1600–1607: Johannes Heiden
- 1607–1658: Antonius Johannes Honnef
- 1658–1666: Peter Stemmeler
- 1666–1684: Adolf Düssel
- 1685–1723: Gottfried Eschenbrender
- 1723–1738: Johann Adolf Röttgen
- 1738–1771: Johannes Heinrich Ignaz Müller
- 1771–1793: Heinrich Gressenich
- 1793–1809: Peter Josef Andreas Bachem
- 1811–1828: Johannes Mathias Winterschladen
- 1828–1844: Gottfried Strauss
- 1844–1864: Theodor Köppchen
- 1864–1870: Wilhelm Tangermann
- 1870–1895: Johannes Heinrich Stolten
- 1896–1910: Jakob Scheltenbach
- 1910–1914: Franz X. Erdweg
- 1914–1921: Gregor Schwamborn
- 1921–1941: Joseph Vaassen
- 1942–1957: Josef Kremer
- 1957–1977: Willi Brauns
- 1977–1997: Bruno Wegener
- 1997–2018: Andreas Arend
- seit 20180 : Michael Ottersbach

### Gottfried Eschenbrender
Gottfried Eschenbrender war der bedeutendste Pfarrer Unkels. Ab 1673 hatte er die Frühmesse in St. Pantaleon zu halten sowie den Dienst an der Scheurener Kapelle zu verrichten. Diese war jedoch seit 1583 zerstört. Eschenbrender ließ sie wiederaufbauen. 1685 wurde er dann für 37 Jahre Pfarrer an St. Pantaleon. Hier begann er das Pfarrhaus sowie die Kirche zu renovieren. Danach sorgte er für die prächtige Barockausstattung. Auch gründete er die 14-Nothelfer-Bruderschaft. Dank seiner ausführlichen Aufzeichnungen und Nachforschungen gibt es viele Quellen über die Geschichte der Pfarrei.